# Z917/918次列车
Z917/918次“唐竺古道号”列车，是中国铁路运行于陕西省会西安至西藏首府拉萨的一趟直达特快列车，自2006年7月2日起隔日开行，为中国铁道部确定的青藏铁路运营初期开行的三对旅客列车之一，现由青藏集團西宁客运段负责客运任务。列車於西安至西寧段使用25G型客车，西寧至拉薩段則使用25T青藏高原型客车，沿陇海铁路、兰青铁路及青藏铁路运行，途经陕西、甘肃、青海、西藏三省一區，全程2863公里。其中西安站至拉萨站运行34小时46分，使用车次为Z917次；拉萨站至西安站运行34小时04分，使用车次为Z918次。

## 历史
2006年，历时5年建设的世界上海拔最高、线路最长的高原铁路——青藏铁路全线贯通，比原计划提前1年，西藏自治区正式结束不通火车的历史。中国铁道部在初期共开行3对旅客列车，分别是北京西至拉萨的T27/28次列车，成都、重庆至拉萨的T22/23、T24/21次列车和T222/223、T224/221次列车，以及西宁、兰州至拉萨的N917/918次列车和K917/918次列车。其中K917/918次列车为隔日开行，经由兰青、青藏线运行，沿途在西宁、哈尔盖、柯柯、德令哈、格尔木、沱沱河、安多、那曲、当雄9个站办理客运业务。2006年7月2日，由兰州火车站发往拉萨的K917次列车于当日16时45分正点开出，成为从兰州始发的首趟进藏列车。为方便乘坐旅客收藏，车站以及列车工作人员在对乘坐首发列车的旅客验票时，不进行剪票，亦不撕角验票。
2014年12月10日，全国铁路实行新列车运行图，K917/918次列车升级为直达特快列车，车次改为Z917/918次。同时，天津至汉口的K919/920次列车由石德、京广线改经由津霸、京九、陇海线运行，车次改为K918/919、K920/917次列车，但K917/918这对车次一度只在北仓-天津段使用，2015年7月1日后因改经漯阜铁路运行而同时用于漯河-阜阳段。
2021年6月18日，青藏铁路公司调整列车运行图，Z917/918次列车延长至西安南站始发终到，同时改变车次为Z915/918、Z916/917次列车。
2021年10月11日，青藏铁路公司调整列车运行图，Z915/918、Z916/917次列车列车縮短至西安站始发终到，同时改变车次为Z917/918次。

## 列车编组
Z917/918次列车自开行起便与西宁－拉萨的K9801/9802次列车（后改为Z6801/6802次）套跑，但现在则与西宁－拉萨的Z6811/6812次列车共同使用配属青藏铁路公司西宁车辆段的5组25T高原型客车和BSP25T高原型客车套跑，采取14节车厢编组，其中硬卧车8辆、硬座车3辆、软卧车2辆及餐车1辆，格尔木－拉萨区间则加挂一辆空调发电车，可容纳772名旅客。列车的软卧车和餐车都装有液晶电视。车厢内设有旅客信息系统，电子屏幕分别用汉語、藏文、英文三种文字滚动播出列车运行速度、海拔高度、车内外温度、湿度等信息。在乘客感觉缺氧时，列车可随时提供氧气。乘务工作由青藏铁路公司西宁客运段担当，其车底套用具体执行为：西宁开Z6811次至拉萨→拉萨开Z918次至西安→西安开Z917次至拉萨→拉萨开Z6812次至西宁。
| 车厢编号   | 无                                       | 1-4                                      | 5-6                                      | 7                                        | 8-10                                     | 11-14                                    |
| 车型       | KD25T 空调发电车                         | YW25T 硬卧车                             | YW25T 软卧车                             | YZ25T 餐车                               | CA25T 硬座车                             | YW25T 硬卧车                             |
| 配属，备注 | 青藏宁段，空调发电车只在格尔木－拉萨加挂 | 青藏宁段，空调发电车只在格尔木－拉萨加挂 | 青藏宁段，空调发电车只在格尔木－拉萨加挂 | 青藏宁段，空调发电车只在格尔木－拉萨加挂 | 青藏宁段，空调发电车只在格尔木－拉萨加挂 | 青藏宁段，空调发电车只在格尔木－拉萨加挂 |

## 机车交路
Z917/918次列车由中国铁路兰州局集团有限公司兰州西机务段使用韶山7E型电力机车或和谐3D型电力机车担当西安至西宁间机车交路；西宁至格尔木由中国铁路青藏集团有限公司西宁机务段使用和谐1D型电力机车担当；格尔木至拉萨由中国铁路青藏集团有限公司格尔木机务段使用NJ2型柴油机车担当。
| 车站区段               | 西安 ↔ 西宁                                                                          | 西宁 ↔ 格尔木                      | 格尔木 ↔ 拉萨（双机重联）         |
| 本务机车 配属 司机更替 | 韶山7E型电力机车/和谐3D型电力机车 兰局兰段 兰州司机 Z917次蘭州換司機，Z918次蘭州換掛 | 和谐1D型电力机车 青藏宁段 西宁司机 | NJ2型柴油机车 青藏格段 格尔木司机 |

## 时刻表

### 现行时刻
- 数据截至2023年7月1日。

| Z917次 | Z917次 | Z917次 | Z917次 | 停靠站 | Z918次 | Z918次 | Z918次 | Z918次 |
| 里程   | 天数   | 到点   | 开点   | 停靠站 | 到点   | 开点   | 天数   | 里程   |
| ------ | ------ | ------ | ------ | ------ | ------ | ------ | ------ | ------ |
| 0      | 当天   | —      | 23:35  | 西安   | 19:29  | —      | 第二天 | 2863   |
| 23     | 當天   | 23:53  | 23:55  | 咸阳   | 19:03  | 19:05  | 第二天 | 2840   |
| 173    | 第二天 | 01:29  | 01:42  | 宝鸡   | 17:11  | 17:20  | 第二天 | 2690   |
| 328    | 第二天 | 03:40  | 03:49  | 天水   | 14:20  | 14:26  | 第二天 | 2535   |
| 395    | 第二天 | 04:35  | 04:42  | 甘谷   | 12:58  | 13:01  | 第二天 | 2468   |
| 474    | 第二天 | 05:42  | 05:47  | 隴西   | 12:02  | 12:06  | 第二天 | 2389   |
| 558    | 第二天 | 06:51  | 07:01  | 定西   | 11:05  | 11:09  | 第二天 | 2305   |
| 676    | 第二天 | 08:35  | 08:54  | 兰州   | 09:27  | 09:47  | 第二天 | 2187   |
| 892    | 第二天 | 12:30  | 12:50  | 西宁   | 06:20  | 06:40  | 第二天 | 1971   |
| 1409   | 第二天 | 16:42  | 16:46  | 德令哈 | ↑      | ↑      | 第二天 | —      |
| 1721   | 第二天 | 18:58  | 19:23  | 格尔木 | 23:39  | 00:04  | 第二天 | 1142   |
| 2415   | 第三天 | 04:54  | 04:56  | 安多   | 14:43  | 14:45  | 当天   | 448    |
| 2541   | 第三天 | 06:15  | 06:21  | 那曲   | 13:16  | 13:22  | 当天   | 322    |
| 2863   | 第三天 | 10:21  | —      | 拉萨   | —      | 09:25  | 当天   | 0      |

### 历史时刻
| K917次 | K917次 | K917次 | 停靠站 | K918次 | K918次 | K918次 |
| 天数   | 到点   | 开点   | 停靠站 | 到点   | 开点   | 天数   |
| ------ | ------ | ------ | ------ | ------ | ------ | ------ |
| 当日   | —      | 17:15  | 兰州   | 15:27  | —      | 次日   |
| 当日   | 20:08  | 20:28  | 西宁   | 11:44  | 12:04  | 次日   |
| 次日   | 02:50  | 02:56  | 德令哈 | 04:51  | 04:57  | 次日   |
| 次日   | 07:13  | 07:33  | 格尔木 | 01:06  | 01:26  | 次日   |
| 次日   | 15:50  | 16:01  | 安多   | 16:46  | 16:48  | 当日   |
| 次日   | 17:33  | 17:39  | 那曲   | 14:54  | 15:00  | 当日   |
| 次日   | 19:27  | 19:29  | 当雄   | 13:11  | 13:13  | 当日   |
| 次日   | 21:50  | —      | 拉萨   | —      | 11:20  | 当日   |